# Zakaria Alaoui
Zakaria El-Achraf Alaoui (arab. زكرية علوي) (ur. 17 czerwca 1966 w Marrakeszu) – marokański piłkarz grający na pozycji bramkarza.

## Kariera klubowa
Zakaria Alaoui zawodową karierę piłkarską rozpoczął w 1983 roku w klubie Kawkab Marrakesz. Z klubem z Marakeszu zdobył mistrzostwo Maroka w 1992, trzykrotnie Puchar Maroka w 1987, 1991, 1993 oraz Puchar CAF w 1996.
W 1998 wyjechał do francuskiego Tours FC. Ostatnie dwa lata kariery spędził w SO Châtellerault i Paris FC, w którym zakończył karierę w 2000 roku.

## Kariera reprezentacyjna
W reprezentacji Maroka grał w latach 1991–1994.
W 1994 roku uczestniczył w Mistrzostwach Świata 1994. Na Mundialu w USA Zakaria Alaoui wystąpił w dwóch meczach z reprezentacją Holandii i reprezentacją Belgii.